# Asunción Lavrin
Asunción Lavrin (La Habana, Cuba, 1935) es una historiadora y autora galardonada con más de 100 publicaciones sobre temas de género y estudios de la mujer en la América Latina colonial y contemporánea y en religión y espiritualidad en el México colonial. Es profesora emérita en la Universidad Estatal de Arizona.

## Biografía
Lavrin nació en La Habana, Cuba, pero se educó en Estados Unidos, donde obtvo un Master of Arts en el Radcliffe College en 1958. Finalizó su tesis doctoral en la Universidad de Harvard en 1963, titulada: Vida religiosa de las mujeres mexicanas en el siglo XVIII. Ella forma parte de la primera cohorte de mujeres que realizó un doctorado en la Escuela de Graduados de Harvard de Artes y Ciencias.
Ha publicado extensamente sobre mujeres en América Latina, especialmente sobre mujeres en México. Ha contribuido significativamente a la historia del catolicismo en México, comenzando con varios de sus primeros artículos basados en su disertación sobre monjas y conventos de monjas, que culminó en su monografía de 2008, Novias de Cristo y Vida Conventual en el México Colonial, de 2008. También abordó temas de mujeres seculares de élite en el México colonial, incluyendo sus roles económicos como se ve en su trabajo en coautoría sobre dotes y voluntades de mujeres en la Ciudad de México y Guadalajara. También tiene intereses en temas más generales de la historia económica mexicana colonial en su análisis de la Ley de Consolidación de 1804, donde la corona exigía que las hipotecas, en su mayoría en manos de instituciones religiosas, fueran canjeadas inmediatamente y el dinero pagado al tesoro español.
Su interés en la historia de las mujeres es amplio con su monografía sobre mujeres en Argentina, mujeres en Chile y mujeres en Uruguay en la era moderna que culminó en la monografía Mujeres, feminismo y cambio social: Argentina, Chile y Uruguay, 1890-1994, publicada en 1995. Una revisión de este trabajo de Virginia Leonard señala que "Asunción Lavrin es ... una pionera en la historia de las mujeres latinoamericanas ... La publicación de este libro marca un hito para los estudios latinoamericanos: es difícil concebir que haya alguna más libros sobre política y partidos políticos en el Cono Sur que ignoran las cuestiones feministas y de las mujeres ".
Lavrin también ha editado varios libros, incluido el volumen de 2006, coeditado con Rosalva Loreto, Diálogos espirituales: Letras Femeninas Hispanoamericanas, Siglos XVI-XIX, y Mujeres latinoamericanas: Perspectivas históricas. Y como editora principal de The Oxford Encyclopedia of Women in World History, donde escribió veintiuna entradas.
Lavrin trabajó como editora sénior de los cuatro volúmenes Historia de las mujeres en España y América Latina de 2006, a la que contribuyó con dos capítulos.